# Абальян, Борис Георгиевич
Бори́с Георги́евич Абалья́н (род. 28 октября 1947) — российский хоровой дирижёр, профессор; Заслуженный работник культуры Российской Федерации.
Окончил Хоровое училище имени М. И. Глинки, Ленинградскую консерваторию и аспирантуру при ней.
С 1973 года преподаёт дирижирование в консерватории и в музыкальном училище им. Римского-Корсакова.
В 1987 году основал камерный хор «Lege artis».
Проводит мастер-классы в странах Западной Европы и США, является главным дирижёром хора «Gracias Choir & Orchestra» (Южная Корея). Член жюри многих престижных международных хоровых конкурсов.

## Награды
- Заслуженный работник культуры Российской Федерации
- Заслуженный деятель искусств Российской Федерации (2005)[3].
- Почётная грамота Президента Российской Федерации (2016) — за заслуги в развитии культуры и многолетнюю плодотворную деятельность[4]